# Mk 10 5インチ砲
Mk 10 5インチ25口径砲（5"/25 caliber gun）は、1920年代から1930年代にかけて、アメリカ海軍の巡洋艦、戦艦、航空母艦に搭載された標準的な対空砲である。5インチ25口径砲は、手動旋回方式ながら、重対空砲としては軽快に動作させることができた。
この砲は、第二次世界大戦前の戦艦や航空母艦の標準装備となった5インチ両用砲に置き換えられていったが、5インチ25口径対空砲と5インチ両用砲は砲身長を除けば良く似ていた。。
この砲は、名前の通り、直径5インチ（12.7cm）の砲弾を、その直径の25倍の長さを持つ砲身（3.2m）から発射する。この口径法に関しては口径の項目を参照のこと。

## 概要

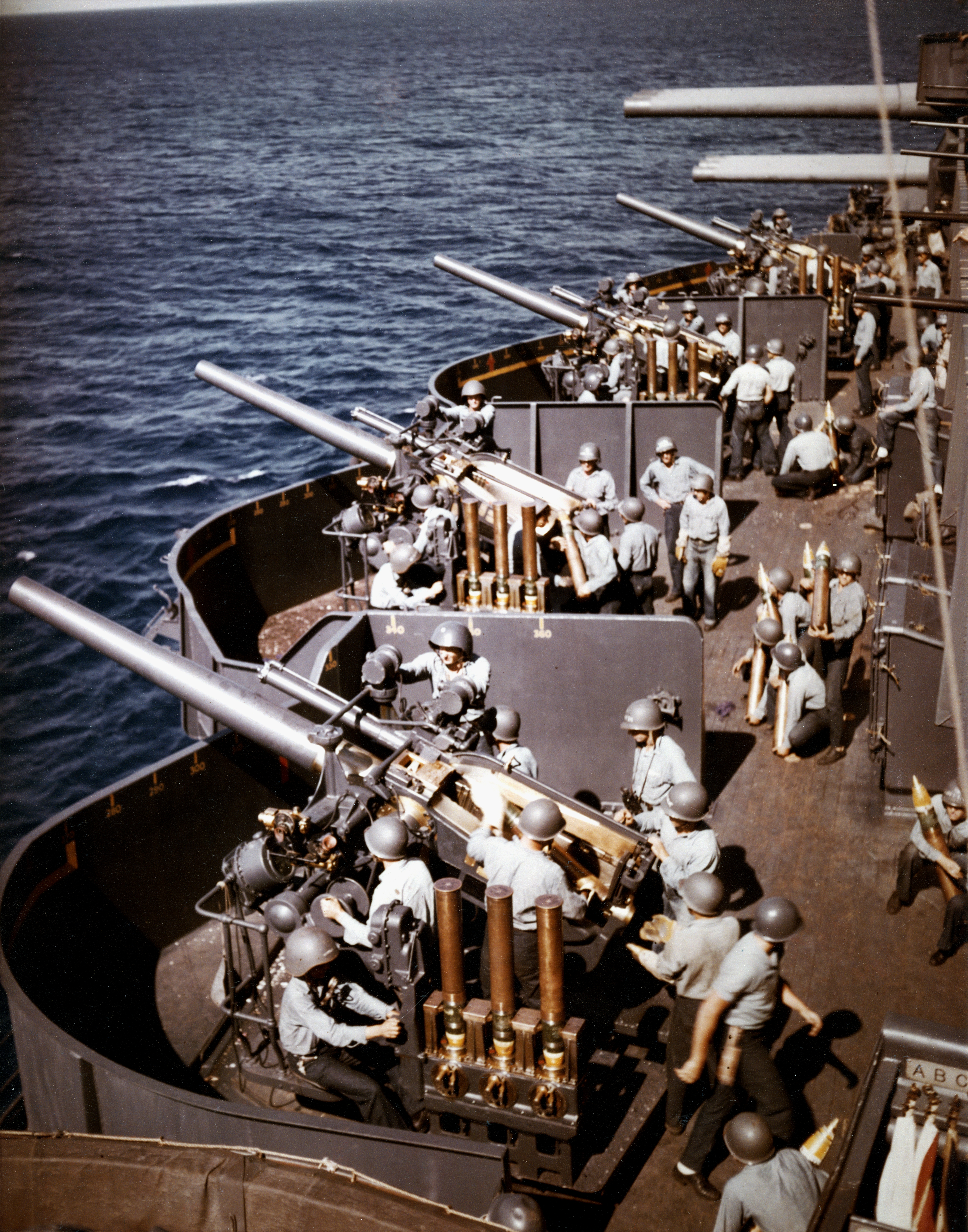
戦艦 ニューメキシコ艦上にて射撃を行う5インチ25口径砲（1944年6月15日サイパン攻略戦

この砲の本体重量はおよそ2トンで、24kgの弾頭と4.4kgの無煙火薬を充填した薬莢を組み合わせた固定薬莢式砲弾を、初速640m/sで撃ち出す。最大射高は仰角85度で8,400m。砲身命数は4,260発であった。
短い砲身を持つ5インチ25口径砲は、手動であっても素早く旋回させることができ、目標を捉えることができた。この手動制御の短砲身砲は、軽量さと、高仰角でも迅速な射撃ができる自動装填装置を持つこともあって、アメリカ海軍の初期標準的艦載対空砲となった。
5インチ25口径砲は、より長い有効射程と、より高い最大射高、そして初速向上による対艦攻撃力増加を求められ、1930年代中頃の新造艦では、順次5インチ両用砲に置き換えられていった。
第二次世界大戦前に建造され、真珠湾攻撃の際に沈没した戦艦は、サルベージされて近代化改修を受けたが、その際に取り外された5インチ25口径砲の砲身には、クロームメッキが施されていた。
これらの取り外された砲は、1943年頃、太平洋戦域で活動する潜水艦に搭載された。従来潜水艦が搭載していた3インチ砲や4インチ砲は威力不足で、日本の小型艦船や通船に対応できないとする主張があったためである。
この5インチ25口径砲はMk17砲架からMk40型潜水艦用砲架に移設された。分離式薬莢を用い、最大仰角40度で13,300mの射程を有した。このMk17型砲は、原型となった25口径砲と異なり自動装填装置は省かれ、俯仰角、旋回、装填の各操作を手動で行わねばならなかった。

## 搭載艦艇
- ペンサコーラ級重巡洋艦[6]
- ノーザンプトン級重巡洋艦[6]
- ポートランド級重巡洋艦[6]
- ニューオーリンズ級重巡洋艦[6]
- ブルックリン級軽巡洋艦[6]
- レキシントン級航空母艦[7]
- レンジャー（航空母艦）[8]
- ネバダ級戦艦[9]
- ペンシルベニア級戦艦[10]
- ニューメキシコ級戦艦[11]
- テネシー級戦艦[12]
- コロラド級戦艦[13]
- バラオ級潜水艦[5]
- テンチ級潜水艦[5]